# 新華日報紙廠舊址
《新華日報》紙廠舊址位於四川省華鎣市，文物遺址年代判定為抗戰時期。2007年6月1日公佈為四川省第七批文物保護單位。